# Kosmos 212
Kosmos 212 (ros. Космос-212) – bezzałogowy lot kosmiczny w ramach programu Sojuz. Misja Kosmos 212 służyła testowaniu manewru dokowania statków na orbicie okołoziemskiej.
Kosmos 212 był sztucznym satelitą, który oficjalnie miał służyć badaniu górnej atmosfery ziemskiej. Dzień później na orbitę wysłano podobny statek Kosmos 213. Oba bezzałogowe statki spotkały się na orbicie i połączyły, był to pierwszy udany test dokowania Sojuzów, w którym Kosmos 212 był statkiem aktywnym. Zostały połączone przez 3 godziny 50 minut, po czym rozdzieliły się. Lądowanie kapsuły Kosmos 212 przebiegło bez problemów.